# Pakiri (fleuve)
Le fleuve Pakiri  (en anglais : Pakiri River) est un cours d’eau de Nouvelle-Zélande situé dans la région d’Auckland, dans le Nord de l’île du Nord .

## Géographie
Il s’écoule en direction du nord-ouest à partir de sa source dans les collines dominant la ville de Leigh, atteignant la côte de l’océan Pacifique 20 km à l’ouest de la ville de Wellsford.